# 보안관

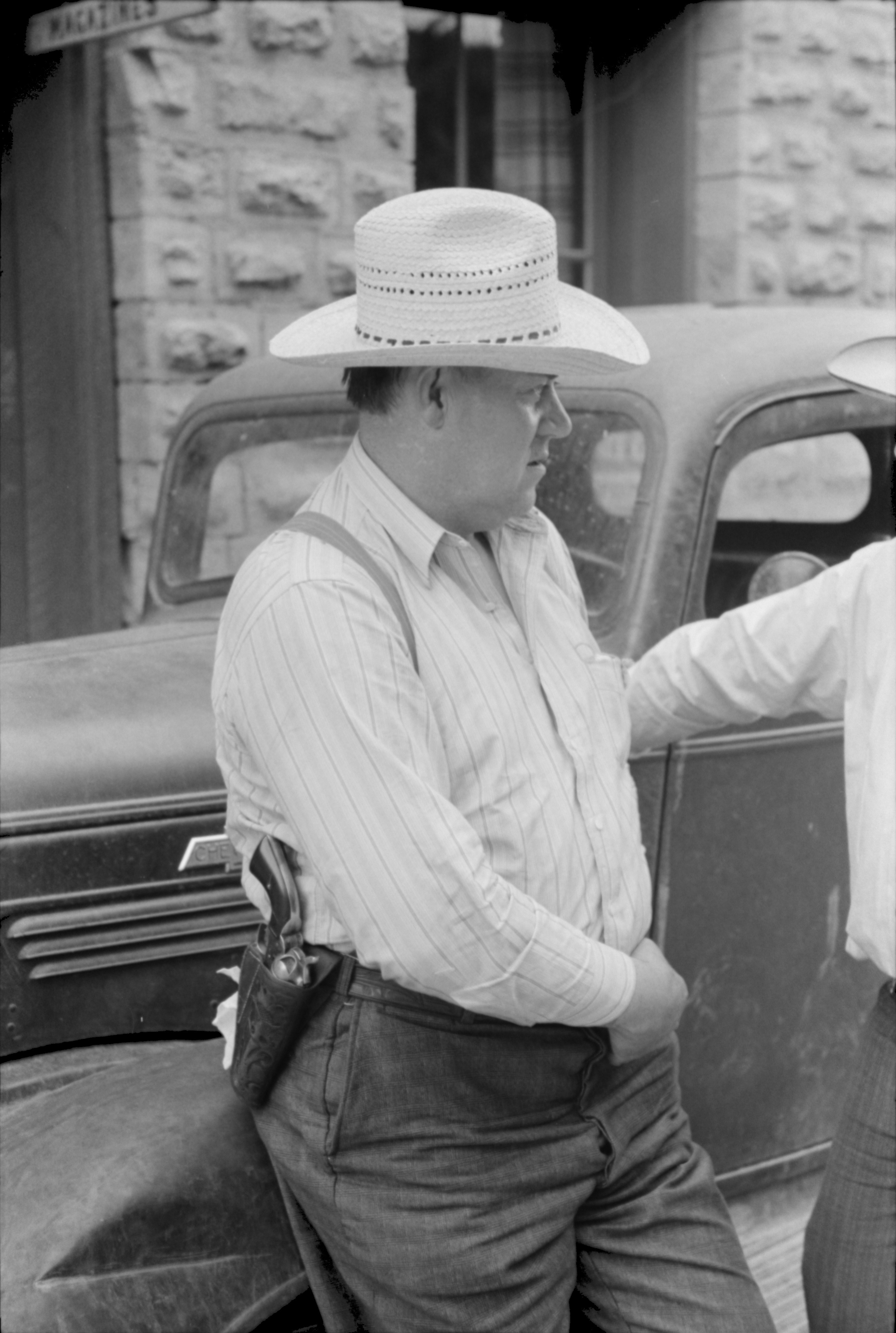
뉴멕시코 주의 보안관보(Deputy)

보안관(保安官)은  영국과 역사적으로 관련이 있는 일부 국가에 존재하는 다양한 직무를 가진 정부 관리이다. 

## 미국
미국의 보안관은 일반적으로 선거에서 임명된 군(카운티)의 법 집행관이다. 그러나 자치 의식이 강한 미국에서는 전국적으로 통일된 치안 제도는 없고, 국가에 의해 임명 제도나 임무 내용에 상당한 차이가 있으며, 주에서 군 내 지역마다 차이가 있을 정도이다. (→ 미국 경찰 참조).

## 같이 보기
- 무관장
- 원수 (군사)
- 경찰